# Teaterdirektøren
Teaterdirektøren (Der Schauspieldirektor), KV 486, er et syngespil af Wolfgang Amadeus Mozart. Den tyske libretto er skrevet af Gottlieb Stephanie der Jüngere.
Mozart skrev stykket som sit bidrag til en konkurrence, der var blevet udskrevet af den østrigske kejser Josef 2. Det fik urpremiere på Schloß Schönbrunn i Wien. Det andet konkurrencebidrag var ikke et tysk syngespil, men en italiensk opera, nemlig Prima la Musica, poi le Parole af Antonio Salieri.
Handlingen i Teaterdirektøren drejer sig om teaterdirektørens problemer med sin trup i almindelighed og med primadonnaerne i særdeleshed ("Ich bin die erste Sängerin!").